# Henry Cooke
Henry Cooke (c. 1616 - Londres, 13 de juliol de 1672) fou un músic i compositor anglès.
Conegut com el capità Cooke, educat musicalment a la capella reial en temps de Carles I, en iniciar-se la revolució que costà la vida al desgraciat monarca (1642) abandonà la música per les armes, entrant amb el grau de capità en l'exèrcit reialista.
En ocupar el tron Carles II tornà a la capella reial (1660) com a mestre d'infants de cor, contant entre els seus deixebles Blow, Wise, Humphrey i altres músics distingits. Les seves composicions seques i àrides, restaren manuscrites en la seva major part, si bé figuren algunes antífones en les col·leccions impreses en el seu temps, especialment en la Musical Companion (Londres, 1667), de Playford. Escriví a més les partitures d'un himne executat a Windsor (1661) i de l'obra escènica de sir Davenant, First Day's entertaiment at Rutland House.